# San Bartolomé de las Abiertas
San Bartolomé de las Abiertas è un comune spagnolo di 524 abitanti situato nella comunità autonoma di Castiglia-La Mancia.
Ha assunto il nome attuale nel XVIII secolo; in passato si è chiamato San Bartolomé de Valdecelada e San Bartolomé de la Raña.